# Heidemarie Schwermer

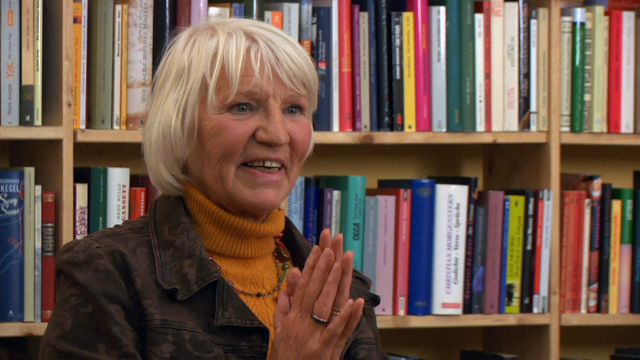
Heidemarie Schwermer bei einer Veranstaltung des Berliner Büchertisches 2009

Heidemarie Schwermer (* 1942 in Memel, Ostpreußen; † 23. März 2016 in Kassel) war eine deutsche Psychotherapeutin, Lebenskünstlerin und Autorin.

## Leben
Sie war ausgebildete Lehrerin und arbeitete 20 Jahre in diesem Beruf. Dann war sie als Psychotherapeutin und Motopädin tätig und setzte sich intensiv mit den Themen des Teilens und Tauschens sowie dem Verzicht auf Geld als Tauschmittel auseinander. 1994 gründete sie einen Tauschring. 1996 traf sie die Entscheidung, ein Leben ohne Geld zu führen. Bis 2007 lebte sie nach diesem Grundsatz, später bezog sie eine kleine Pension, die sie verschenkte und deren Krankenversicherung sie in Anspruch nahm. Am 23. März 2016 ist Heidemarie Schwermer nach einem langen Krebsleiden verstorben.
Neben zahlreichen Diskussionsauftritten setzte sie sich in vier Büchern mit der Idee einer geldlosen Gesellschaft auseinander und beschrieb ihre Erfahrungen und Beweggründe hinsichtlich eines geldlosen Lebens. Sie war Gast in Fernsehsendungen und hielt im In- und Ausland Vorträge. Im Jahr 2010 erschien eine 52-minütige Filmdokumentation über ihr Leben mit dem Titel Living without money.

## Privatleben
Schwermer hatte zwei Kinder und drei Enkelkinder.

## Fernsehauftritte
- 2001 Geldlos glücklich: Das Abenteuer der Heidemarie Schwermer (ARD/WDR), wiederholt auf 3Sat am 3. Oktober 2009[9]
- 2008, 2009 Menschen bei Maischberger, Das Erste:  Banken wanken, Börse am Boden – Rente in Gefahr?, ausgestrahlt am 14. Oktober 2008 Die Börsen boomen – und wir verlieren die Jobs?, ausgestrahlt am 13. Oktober 2009[10]
- 2008 Menschen – das Magazin (ZDF), ausgestrahlt am 13. Dezember 2008[11]
- 2013 40 Jahre Momo – Ein Märchen wird erwachsen (Sat 1), ausgestrahlt am 30. Mai 2013

## Schriften
- Das Sterntalerexperiment: mein Leben ohne Geld. Riemann, München, 2001, ISBN 3-570-50016-0.[12]
- In Fülle sein ohne Geld. Zum Herunterladen auf heidemarieschwermer.com, 2007
- WunderWelt ohne Geld: Erzählungen aus einem Leben. Books on Demand, 2012, ISBN 978-3-8482-0586-8
- Das Sterntalerexperiment II: Mein Weg nach innen. Books on Demand, 2014, ISBN 978-3-7347-4079-4
- Das Sterntalerexperiment: Mein Leben ohne Geld. Books on Demand, 2015, ISBN 978-3-7386-2285-0